# ソナポケイズム⑥ 〜愛をこめて贈る歌〜
『ソナポケイズム⑥ 〜愛をこめて贈る歌〜』（ソナポケイズムシックス あいをこめておくるうた）は、日本の音楽グループ・Sonar Pocketが2016年2月24日に徳間ジャパンコミュニケーションズから発売した6枚目のオリジナル・フルアルバムである。